# Парран, Томас (старший)
Томас Парран (старший) (англ. Thomas Parran Sr.; 12 февраля 1860, близ Сент-Леонарда, Мэриленд, США — 29 марта 1955, там же) — американский государственный деятель, член Палаты представителей Конгресса США от штата Мэриленд (1911—1913).

## Биография
Проходил обучение в государственных школах и Военной академии Шарлотт-Холла.
С 1884 по 1888 г. являлся членом Палаты делегатов штата Мэриленд, с 1889 по 1893 г. занимал должность заместителя начальника налогового управления округа Балтимор. С 1890 г. он занимался сельским хозяйством в Сент-Леонарде.
В 1892—1894 гг. — член Сената штата Мэриленд. В 1895—1897 гг. — помощником регистратора (Assistant Enrollment Clerk), в 1897—1901 гг. — делопроизводитель (Index clerk) Палаты представителей. С 1901 по 1907 г. — административный служащий Апелляционного суда Мэриленда.
В 1911—1913 гг. — член Палаты представителей Конгресса США от 5-го избирательного округа штата Мэриленд. Не сумел переизбраться в нее в 1912 г. и неудачно баллотировался в Сенат в 1913 г.
С 1913 по 1916 г. являлся членом дорожной комиссии Мэриленда, в 1917—1918 гг. — комиссаром по вопросам иммиграции.
Затем возобновил фермерский бизнес, входил в состав совета директоров компании County Trust Company в Принс-Фредерике, штат Мэриленд.
Похоронен на кладбище Крайст-Черч в Порт-Рипаблик, штат Мэриленд.
Его сын Томас (1892—1968) являлся главным хирургом США.